# Península de Simpson

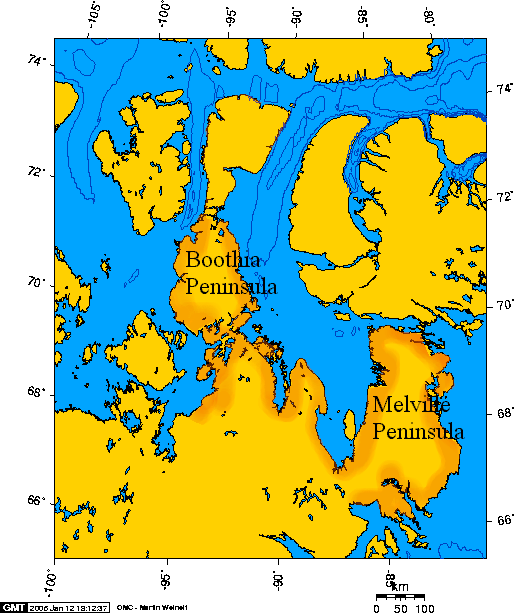
A península de Simpson é a península maior entre a península de Boothia e a península de Melville, identificadas no mapa.

A península de Simpson  é uma península no golfo de Boothia no território de Nunavut, no Canadá. Está rodeada por água por três lados: a baía de Pelly a oeste, o golfo de Boothia a norte, e a baía Committee a leste. Kugaaruk, uma aldeia Netsilik Inuit fica na costa ocidental.
Foi explorada por John Rae (explorador) em 1847 e recebeu o nome de Sir George Simpson.